# Topolovnik
Topolovnik (em cirílico:Тополовник) é uma vila da Sérvia localizada no município de Veliko Gradište, pertencente ao distrito de Braničevo, na região de Braničevo. A sua população era de 1098 habitantes segundo o censo de 2002.

## Demografia
| 1948  | 1953  | 1961  | 1971  | 1981  | 1991  | 2002  |
| ----- | ----- | ----- | ----- | ----- | ----- | ----- |
| 1 977 | 1 924 | 1 850 | 1 901 | 1 840 | 1 824 | 1 098 |